# Selección de fútbol de Maharastra
La Selección de fútbol de Maharastra es el equipo representativo de Maharastra, India en el Trofeo Santosh.
Ha aparecido en las finales del Trofeo Santosh por 15 veces y ha ganado el trofeo por 4 veces. Antes de 1972, el equipo competía con el nombre de Bombay.

## Palmarés
- Trofeo Santosh

Títulos: 4

1954-1955, 1963-64, 1990-91, 1999-00
Subcampeoatos: 12

1945-46, 1947-48, 1951-52, 1956-57, 1957-58, 1959-60, 
 1961-62, 1976-77, 1984-85, 1992-93, 2005-06, 2015-16